# Marokkaanse krijgsmacht
De Marokkaanse krijgsmacht is de krijgsmacht van het koninkrijk Marokko. 

## Geschiedenis
Van 1912 tot 1955 was Marokko als Frans-Marokko een protectoraat en de krijgsmacht maakte deel uit van de krijgsmacht van Frankrijk.

## Onderdelen
Drie belangrijke onderdelen van de krijgsmacht zijn:
- Koninklijke Marokkaanse Landmacht
- Koninklijke Marokkaanse Marine
- Koninklijke Marokkaanse luchtmacht